# Грам
Вижте пояснителната страница за други значения на Грам.
Грам (означение g) е една хилядна (0,001) от основната единица за маса в SI – килограм (kg). Тя е основна мерна единица в остарялата система СГС, използвана до 1960 г., когато е въведена SI. Наименованията на десетичните дробни и кратни на единицата за маса се образуват именно от грам (чрез представките SI), въпреки че по исторически причини за основна единица е избран килограмът.

## Най-често използвани дробни на грама
Малките маси се мерят с подразделения (дробни части) на грама. По-често използвани са:
сантиграм: 1 cg = 10-2 g = 10-5 kg
милиграм: 1 mg = 10-3 g = 10-6 kg
микрограм: 1 µg = 10-6 g = 10-9 kg

## Най-често използвани кратни на грама
тон: 1 t = 106 g = 103 kg;
килограм (основна единица): 1 kg = 103 g.

## Етимология
Заето: (на гръцки: γρἀμμα – буква) през (на руски: грамм) и (на латински: gramma), „единица мярка за тежест, 1/24 от унцията“.